# Vaiden
Vaiden – miasto w Stanach Zjednoczonych, w stanie Missisipi, w hrabstwie Carroll.